# Lautaro Morales
Lautaro Alberto Morales (Quilmes, 16 dicembre 1999) è un calciatore argentino, portiere del Lanús.

## Carriera

### Club
Cresciuto nel settore giovanile del Lanús, esordisce in prima squadra il 28 ottobre 2020 giocando da titolare l'incontro di Coppa Sudamericana vinto 3-2 contro il San Paolo.

### Nazionale
Nel 2019 con la nazionale Under-20 argentina prende parte al campionato sudamericano di categoria, senza però scendere in campo.

## Statistiche

### Presenze e reti nei club
Statistiche aggiornate al 2 marzo 2025.
| Stagione            | Squadra             | Campionato          | Campionato | Campionato | Coppe nazionali | Coppe nazionali | Coppe nazionali | Coppe continentali | Coppe continentali | Coppe continentali | Altre coppe | Altre coppe | Altre coppe | Totale | Totale |
| Stagione            | Squadra             | Comp                | Pres       | Reti       | Comp            | Pres            | Reti            | Comp               | Pres               | Reti               | Comp        | Pres        | Reti        | Pres   | Reti   |
| ------------------- | ------------------- | ------------------- | ---------- | ---------- | --------------- | --------------- | --------------- | ------------------ | ------------------ | ------------------ | ----------- | ----------- | ----------- | ------ | ------ |
| 2019-2020           | Lanús               | PD                  | 0          | 0          | CA+CM           | 2+7             | -3 + -13        | CS                 | 9                  | -14                | -           | -           | -           | 18     | -30    |
| 2021                | Lanús               | PD                  | 12         | -24        | CA+CdL          | 0+13            | -18             | CS                 | 5                  | -6                 | -           | -           | -           | 30     | -48    |
| 2022                | Lanús               | PD                  | 1          | -3         | CA+CdL          | 1+2             | -3 + -3         | CS                 | 1                  | -2                 | -           | -           | -           | 5      | -11    |
| 2022                | Newell's Old Boys   | PD                  | 16         | -13        | CA+CdL          | 1+0             | -2              | -                  | -                  | -                  | -           | -           | -           | 17     | -15    |
| 2023                | Lanús               | PD                  | 9          | -9         | CA+CdL          | 1+0             | -1              | -                  | -                  | -                  | -           | -           | -           | 10     | -10    |
| 2023                | Talleres (C)        | PD                  | 0          | 0          | CA+CdL          | 0               | 0               | -                  | -                  | -                  | -           | -           | -           | 0      | 0      |
| 2024                | Talleres (C)        | PD                  | 1          | -1         | CA+CdL          | 1+1             | 0 + -1          | CL                 | 0                  | 0                  | -           | -           | -           | 3      | -2     |
| Totale Talleres (C) | Totale Talleres (C) | Totale Talleres (C) | 1          | -1         |                 | 2               | -1              |                    | 0                  | 0                  |             | -           | -           | 3      | -2     |
| 2025                | Lanús               | PD                  | 1          | -1         | CA              | 1               | 0               | CS                 | 0                  | 0                  | -           | -           | -           | 2      | -1     |
| Totale Lanús        | Totale Lanús        | Totale Lanús        | 23         | -37        |                 | 27              | -41             |                    | 15                 | -22                |             | -           | -           | 65     | -100   |
| Totale carriera     | Totale carriera     | Totale carriera     | 40         | -51        |                 | 30              | -44             |                    | 15                 | -22                |             | -           | -           | 85     | -117   |